# Hjort Anders Olsson
Hjort Anders Olsson, vanligen kallad Hjort Anders (vid gårds- och förnamn), född 27 oktober 1865 i Rättvik, Dalarna, död 28 augusti 1952 i Solna, var en av Sveriges främsta spelmän. Hjort Anders är morfar till spelmannen Nils Agenmark.
Hjort Anders var uppvuxen i Bingsjö, Rättviks finnmark i Dalarna, där han lärde sig spela dansmusik till fiol, exempelvis när han under några somrar arbetade vid sågverk i Söderhamnstrakten. Som spelman var han ofta anlitad vid danser och bröllop. I april 1906 flyttade han med sin familj - hustru, åtta barn och svärmor - till Altuna i Börje i Uppland. Hustruns, Lisbet Mattsdotters (1866-1943), föräldragård Hjortgården såldes och man köpte en ny gård i Altuna. Förmodligen hade flyttningen ekonomiska orsaker.
I november 1907 blev Hjort Anders kontaktad av Nils Andersson, upptecknare av svensk folkmusik, och de två möttes i Uppsala där Andersson nedtecknade ett antal låtar som Hjort Anders framförde på fiol. Andersson inbjöd honom att delta i den spelmanstävling som arrangerades i juni 1908 av bland andra Anders Zorn på Sandängarna utanför Mora. Hjort Anders vann där första pris: 50 kronor och en fiol värd 300 kronor, som skänkts av grosshandlare Axel Rundström.
Flyttningen till Uppland innebar förmodligen ett möte med helt andra folklåtar än låtarna runt Bingsjö, och detta kan vara förklaringen till att Hjort Anders började skriva låtar i den stil som var populär i Uppland. Bland hans mer kända låtar kan nämnas Trettondagsmarschen, som han skrev någon gång under perioden 1907-1910, men troligen har han inte skrivit Gärdebylåten, som tillskrivits honom.
Efter framgången vid spelmanstävlingen började Hjort Anders turnera runt Sverige. På hösten 1909 reste han genom södra och mellersta Sverige med spelmannen Anders Frisell. 1910 turnerade han tillsammans med Höök Olof Andersson. 1911 flyttade han och familjen från Altuna till en arrendegård i Håga strax utanför Uppsala. Hjort Anders kan dock knappast ha haft mycket tid för jord- och skogsbruk de närmaste åren. Våren 1913 anställdes han som biografmusiker i Stockholm. Från 1916 uppträdde han regelbundet på Skansen. Förutom att spela fiol tillverkade han näverburkar inför besökarna i en av Skansens gårdar. Hjort Anders fortsatte spela i hög ålder. Han är begravd på Solna kyrkogård.